# بيدون (كتشو)
بیدون (بالفارسية: بیدون) هي قرية تقع في إيران في قسم کتشو الريفي. يقدر عدد سكانها بـ 11 نسمة .